# روجر إلوود
روجر إلوود (بالإنجليزية: Roger Elwood)‏ (13 يناير 1943 في الولايات المتحدة - 2 فبراير 2007)؛ روائي أمريكي.